# Vertriebspartner
Ein Vertriebspartner ist ein Händler oder Vermittler, der Produkte im Auftrag eines Dritten oder auf eigene Rechnung vertreibt. 

## Vertrieb auf eigene Rechnung
Erfolgt der Vertrieb auf eigene Rechnung, werden die Preise in der Regel durch den Vertriebspartner festgesetzt, andernfalls liegen u. U. Preisabsprachen oder kartellartige Verhältnisse vor. Vertriebspartner, welche die Ware zum Eigentum erwerben, werden als Absatzmittler bezeichnet.
Der Vertriebspartner erhält in der Regel eine umsatzabhängige Provision für seine Vertriebstätigkeit. Oft wird deshalb die Provisionshöhe vom Lieferanten des Vertriebspartners nach Umsatzzielen gestaffelt. Durch höheren Umsatz verbessert sich dadurch seine Marge, d. h. die Spanne zwischen Einstandspreis und Verkaufspreis. 
Vertriebspartner können in Form von Agenten, Maklern, Banken und Sparkassen am Markt auftreten.

## Vertrieb auf fremde Rechnung
Erfolgt der Vertrieb auf fremde Rechnung, werden die Preise i. d. R. nicht durch den Vertriebspartner festgesetzt.
Die Beziehung des Vertriebspartners zum Auftraggeber ist vertraglich geregelt.
Eine spezielle Form eines Vertriebspartners auf fremde Rechnung ist ein Handelsvertreter. Er arbeitet in fremdem Namen und auf fremde Rechnung.